# Деление с остатком
Деление c остатком — арифметическая операция, играющая большую роль в арифметике, теории чисел, алгебре и криптографии. Чаще всего эта операция определяется для целых или натуральных чисел следующим образом. Пусть {\displaystyle a} и {\displaystyle b} — целые числа, причём {\displaystyle b\neq 0.} Деление с остатком {\displaystyle a} («делимого») на {\displaystyle b} («делитель») означает нахождение таких целых чисел {\displaystyle q} и {\displaystyle r}, что выполняется равенство:
{\displaystyle a=b\cdot q+r}
Таким образом, результатами деления с остатком являются два целых числа: {\displaystyle q} называется неполным частным от деления, а {\displaystyle r} — остатком от деления. На остаток налагается дополнительное условие: {\displaystyle 0\leqslant r<|b|,} то есть остаток от деления должен быть неотрицательным числом и по абсолютной величине меньше делителя. Это условие обеспечивает однозначность результатов деления с остатком для всех целых чисел, то есть существует единственное решение уравнения {\displaystyle a=b\cdot q+r} при заданных выше условиях. Если остаток равен нулю, говорят, что {\displaystyle a} нацело делится на {\displaystyle b.}
Нахождение неполного частного также называют целочисленным делением, а нахождение остатка от деления называют взятием остатка или, неформально, делением по модулю (однако последнего термина стоит избегать, так как он может привести к путанице с делением в кольце или группе вычетов по аналогии со сложением или умножением по модулю).
Примеры
- При делении с остатком положительного числа {\displaystyle a=78} на {\displaystyle b=33} получаем неполное частное {\displaystyle q=2} и остаток {\displaystyle r=12}.

Проверка: {\displaystyle 78=33\cdot 2+12.}
- При делении с остатком отрицательного числа {\displaystyle a=-78} на {\displaystyle b=33} получаем неполное частное {\displaystyle q=-3} и остаток {\displaystyle r=21}.

Проверка: {\displaystyle -78=33\cdot (-3)+21.}
- При делении с остатком отрицательного числа {\displaystyle a=-9} на {\displaystyle b=-13} получаем неполное частное {\displaystyle q=1} и остаток {\displaystyle r=4}.

Проверка: {\displaystyle -9=(-13)\cdot 1+4.}
- При делении с остатком положительного числа {\displaystyle a=9} на {\displaystyle b=90} получаем неполное частное {\displaystyle q=0} и остаток {\displaystyle r=9}.

Проверка: {\displaystyle 9=90\cdot 0+9.}
- При делении с остатком числа {\displaystyle a=78} на {\displaystyle b=26} получаем неполное частное {\displaystyle q=3} и остаток {\displaystyle r=0}, то есть деление выполняется нацело.

Операция деления с остатком может быть определена не только для целых чисел, но и для других математических объектов (например, для многочленов), см. ниже.

## Определение
Оставаясь строго в рамках натуральных чисел, приходится различать деление с остатком и деление нацело, поскольку нулевой остаток не является натуральным числом; кроме того, неполное частное при делении меньшего числа на большее должно равняться нулю, что тоже выводит за рамки натуральных чисел. Все эти искусственные ограничения неоправданно усложняют формулировки, поэтому в источниках обычно либо рассматривается расширенный натуральный ряд, включающий ноль, либо теория сразу формулируется для целых чисел, как указано выше.
Для вычисления неполного частного от деления {\displaystyle a} на положительное число {\displaystyle b} следует разделить (в обычном смысле) {\displaystyle a} на {\displaystyle b} и округлить результат до ближайшего целого в меньшую сторону:
{\displaystyle q=\left\lfloor {\frac {a}{b}}\right\rfloor ,} когда {\displaystyle b>0}.
где полускобки {\displaystyle \left\lfloor \cdot \right\rfloor } обозначают взятие целой части. Значение неполного частного {\displaystyle q} позволяет вычислить значение остатка {\displaystyle r} по формуле:
{\displaystyle r=a-b\cdot q.}
Для отрицательного делителя нужно округлять частное в большую сторону:
{\displaystyle q=\left\lceil {\frac {a}{b}}\right\rceil ,} когда {\displaystyle b<0}.

## Операция «mod» и связь со сравнениями
Величина остатка может быть получена бинарной операцией «взятия остатка» от деления {\displaystyle a} на {\displaystyle b}, обозначаемой mod:
{\displaystyle r=a{\bmod {b}}.}
Не следует путать это обозначение с обозначением сравнения по модулю {\displaystyle b}. Формула для {\displaystyle r} влечёт выполнение сравнения:
{\displaystyle r\equiv a{\pmod {b}},}
однако обратная импликация, вообще говоря, неверна. А именно, это сравнение не подразумевает выполнения неравенства {\displaystyle 0\leqslant r<|b|}, необходимого для того, чтобы {\displaystyle r} было остатком.

## В программировании
| Язык                    | Неполное частное       | Остаток       | Знак остатка         |
| ----------------------- | ---------------------- | ------------- | -------------------- |
| ActionScript            |                        | %             | Делимое              |
| Ada                     |                        | mod           | Делитель             |
| Ada                     | rem                    | Делимое       |                      |
| Бейсик                  | \                      | MOD           | Не определено        |
| Си (ISO 1990)           | /                      | %             | Не определено        |
| Си (ISO 1999)           | /                      | %             | Делимое              |
| C++ (ISO 2003)          | /                      | %             | Не определено        |
| C++ (ISO 2011)          | /                      | %             | Делимое              |
| C#                      | /                      | %             | Делимое              |
| ColdFusion              |                        | MOD           | Делимое              |
| Common Lisp             |                        | mod           | Делитель             |
| Common Lisp             |                        | rem           | Делимое              |
| D                       | /                      | %             | Делимое              |
| Delphi                  | div                    | mod           | Делимое              |
| Eiffel                  | //                     | \\            | Делимое              |
| Erlang                  | div                    | rem           | Делимое              |
| Euphoria                |                        | remainder     | Делимое              |
| Microsoft Excel (англ.) | QUOTIENT()             | MOD()         | Делитель             |
| Microsoft Excel (рус.)  | ЧАСТНОЕ()              | ОСТАТ()       | Делитель             |
| FileMaker               | Div()                  | Mod()         | Делитель             |
| Fortran                 |                        | mod           | Делимое              |
| Fortran                 |                        | modulo        | Делитель             |
| GML (Game Maker)        | div                    | mod           | Делимое              |
| Go                      | /                      | %             | Делимое              |
| Haskell                 | div                    | mod           | Делитель             |
| Haskell                 | quot                   | rem           | Делимое              |
| J                       |                        | \|~           | Делитель             |
| Java                    | /                      | %             | Делимое              |
| Java                    | Math.floorDiv          | Math.floorMod | Делитель (1.8+)      |
| JavaScript              | .toFixed(0)            | %             | Делимое              |
| Lua                     |                        | %             | Делитель             |
| Mathematica             | Quotient               | Mod           | Делитель             |
| MATLAB                  | idivide(?, ?, 'floor') | mod           | Делитель             |
| MATLAB                  | idivide                | rem           | Делимое              |
| MySQL                   | DIV                    | MOD %         | Делимое              |
| Oberon                  | DIV                    | MOD           | +                    |
| Objective Caml          |                        | mod           | Не определено        |
| Pascal                  | div                    | mod           | Делимое              |
| Perl                    | Нет                    | %             | Делитель             |
| PHP                     | Нет                    | %             | Делимое              |
| PL/I                    |                        | mod           | Делитель (ANSI PL/I) |
| Prolog (ISO 1995)       |                        | mod           | Делитель             |
| PureBasic               | /                      | Mod %         | Делимое              |
| Python                  | //                     | %             | Делитель             |
| QBasic                  | \                      | MOD           | Делимое              |
| R                       | %/%                    | %%            | Делитель             |
| RPG                     |                        | %REM          | Делимое              |
| Ruby                    | /                      | %             | Делитель             |
| Scheme                  |                        | modulo        | Делитель             |
| SenseTalk               |                        | modulo        | Делитель             |
| SenseTalk               | rem                    | Делимое       |                      |
| Tcl                     |                        | %             | Делитель             |
| Verilog (2001)          |                        | %             | Делимое              |
| VHDL                    |                        | mod           | Делитель             |
| VHDL                    | rem                    | Делимое       |                      |
| Visual Basic            | \                      | Mod           | Делимое              |

Нахождение остатка от деления часто используется в компьютерной технике и телекоммуникационном оборудовании для создания контрольных чисел и получения случайных чисел в ограниченном диапазоне, например в конгруэнтном генераторе случайных чисел.
Обозначения операции взятия остатка в различных языках программирования представлены в таблице справа.
Например, в Паскале операция mod вычисляет остаток от деления, а операция div осуществляет целочисленное деление, при котором остаток от деления отбрасывается:
```
78
 
mod
 
33
 
=
 
12

78
 
div
 
33
 
=
 
2

```

### Знак остатка
Операция взятия остатка в языках программирования может возвращать отрицательный результат (для отрицательного делимого или делителя). Тут есть два варианта:
- Знак остатка совпадает со знаком делимого: неполное частное округляет к нулю.
- Знак остатка совпадает со знаком делителя: неполное частное округляет к {\displaystyle -\infty }.

Если в языке есть оба типа остатков, каждому из них соответствует своя операция неполного частного. Обе операции имеют жизненный смысл.
- Есть сумма {\displaystyle n} копеек, положительная или отрицательная. Перевести её в рубли и копейки: n div 100 и n mod 100. Знак остатка совпадает со знаком делимого.
- Есть бесконечное клеточное поле, каждая клетка 16×16 пикселей. В какую клетку попадает точка ({\displaystyle x}, {\displaystyle y}), и каковы координаты относительно верхнего левого угла клетки? Ответ: x div 16, y div 16 и (x mod 16, y mod 16) соответственно. Знак остатка совпадает со знаком делителя.

Операция div в x86/x64 делит регистровую пару rdx:rax на любой другой регистр или число из памяти. Неполное частное и остаток выходят по первому варианту — округляют к нулю.

### Как запрограммировать, если такой операции нет?
Неполное частное можно вычислить через деление и взятие целой части: {\displaystyle q=\left[{\frac {a}{b}}\right]}, где {\displaystyle [x]}, в зависимости от задачи, может быть «полом» или усечением. Однако деление здесь получается дробное, которое намного медленнее целого. Такой алгоритм используется в языках, в которых нет целых типов (отдельные электронные таблицы, программируемые калькуляторы и математические программы), а также в скриптовых языках, в которых издержки интерпретации намного превышают издержки дробной арифметики (Perl, PHP).
При отсутствии команды mod остаток программируется как {\displaystyle a-qb}.
Если {\displaystyle b} положительно, а знак {\displaystyle r} совпадает со знаком делимого, не определён или неизвестен, для нахождения минимального неотрицательного остатка можно воспользоваться формулой {\displaystyle r'=(b+(a\operatorname {mod} b))\operatorname {mod} b}.
Неполное частное и неотрицательный остаток от деления на степень двойки {\displaystyle 2^{n}} — это битовый сдвиг {\displaystyle a\gg n} (для чисел со знаком — арифметический) и {\displaystyle a\operatorname {\&} (2^{n}-1)}.

## Обобщения

### Вещественные числа
Если два числа {\displaystyle a} и {\displaystyle b} (отличное от нуля) относятся к множеству вещественных чисел, {\displaystyle a} может быть поделено на {\displaystyle b} без остатка, и при этом частное также является вещественным числом. Если же частное по условию должно быть целым числом, в этом случае остаток будет вещественным числом, то есть может оказаться дробным.
Формально:
если {\displaystyle a,b\in \mathbb {R} ,b\neq 0}, то {\displaystyle a=bq+r}, где {\displaystyle 0\leqslant r<|b|}.
Пример
Деление 7,9 на 2,1 с остатком даёт:
{\displaystyle \left\lfloor {\frac {7{,}9}{2{,}1}}\right\rfloor =3} (неполное частное);
{\displaystyle 7{,}9-3\cdot 2{,}1=1{,}6} (остаток).

### Гауссовы целые числа
Гауссово число — это комплексное число вида {\displaystyle a+bi}, где {\displaystyle a,b} — целые числа. Для них можно определить деление с остатком: любое гауссово число {\displaystyle u} можно разделить с остатком на любое ненулевое гауссово число {\displaystyle v}, то есть представить в виде:
{\displaystyle u=vq+r},
где частное {\displaystyle q} и остаток {\displaystyle r} — гауссовы числа, причём {\displaystyle |r|<|v|.}
Однако, в отличие от целых чисел, остаток от деления определяется неоднозначно. Например, {\displaystyle 7+2i} можно разделить на {\displaystyle 3-i} тремя способами:
{\displaystyle 7+2i=(3-i)(2+i)+i=(3-i)(1+i)+3=(3-i)(2+2i)+(-1-2i).}

### Многочлены
При делении с остатком двух многочленов {\displaystyle f(x)} и {\displaystyle g(x)} для однозначности результата вводится условие: степень многочлена-остатка должна быть строго меньше степени делителя:
{\displaystyle f(x)=q(x)g(x)+r(x)}, причём {\displaystyle \deg(r)<\deg(g)}.
Пример
{\displaystyle {\frac {2x^{2}+4x+5}{x+1}}=2x+2} (остаток 3), так как: {\displaystyle 2x^{2}+4x+5=(x+1)(2x+2)+3}.